# Festuca brevissima
Festuca brevissima là một loài thực vật có hoa trong họ Hòa thảo. Loài này được Jurtzev mô tả khoa học đầu tiên năm 1972.